# Ololygon belloni
Ololygon belloni é uma espécie de anfíbio da família Hylidae. Endêmica do Brasil, pode ser encontrada no estado do Espírito Santo.